# Vespro della Beata Vergine (Monteverdi)
Il Vespro della Beata Vergine da concerto composto sopra canti fermi, a sei voci e sei strumenti è una composizione sacra di Claudio Monteverdi, pubblicata a Venezia nel 1610.

## Storia e contesto
Apparso per le stampe nel 1610, il Vespro venne pubblicato assieme alla Messa a sei voci ''in Illo tempore'', costruita sul mottetto di Nicolas Gombert, In illo tempore loquente Jesu. Quattrocento anni dopo la sua pubblicazione, non siamo in grado di comprendere le intenzioni precise che mossero Monteverdi alla composizione di un lavoro così monumentale; tutt'oggi rimane oggetto di dibattiti fra musicologi. Spesso la si è intesa come composizione per l'Annunciazione; la presenza dell'Alleluia tuttavia confuta questa ipotesi. Altre possibili solennità mariane per le quali potrebbe essere stata composta sono la Visitazione e l'Assunzione; non sono da escludere però altre solennità dedicate alla Vergine, considerato l'uso dell'ufficio Comune.
All'epoca di pubblicazione il compositore prestava ancora servizio alla corte dei Gonzaga a Mantova; non abbiamo oggi notizia di dove sia avvenuta la prima esecuzione. Occorre però dire che al tempo Venezia era il centro di editoria musicale più importante al mondo, e vi si stampavano le opere più varie; inoltre Monteverdi divenne maestro di cappella della Basilica di San Marco soltanto nel 1613. 
Il Vespro è un lavoro monumentale scritto per un grande coro che possa coprire dieci parti vocali in alcuni movimenti, e che, nel corso dell'opera, si scomponga in cori separati mentre accompagna ben sette differenti solisti. Le parti strumentali sono scritte per violino e cornetto mentre la composizione del ripieno non è specificata dall'autore. Altrettanto non sono specificate le parti di canto piano e antifona da inserire fra i salmi, né il conclusivo Magnificat. Questo fa sì che gli esecutori modifichino l'opera secondo l'organico che hanno a disposizione. 
Il lavoro di Monteverdi, che ebbe per i vari pezzi un approccio unitario, guadagnò all'opera un posto nella storia della musica. L'opera non ha soltanto un valore intimistico, per i suoi momenti di preghiera, ma incorpora nel suo tessuto musica profana in un lavoro chiaramente dedicato ad una funzione religiosa. Esso comprende diverse forme compositive che vanno dalla sonata al mottetto all'inno al salmo, senza peraltro perdere di vista il tema religioso dell'opera. Il Vespro raggiunge un'unità di scrittura costruita sul canto piano del gregoriano, che diventa un cantus firmus nell'opera monteverdiana.

## Struttura dell'opera
Versiculum Deus, in adjutorium
- I. Responsorium Domine ad adiuvandum me festina
  - Organico: 2 soprani, contralto, 2 tenori, basso, 2 cornetti, 3 tromboni, 2 violini, 4 viole, basso continuo

- II. Salmo Dixit Dominus
  - Organico: 2 soprani, contralto, 2 tenori, basso, 2 cornetti, 3 tromboni, 2 violini, 4 viole, basso continuo

- III. Mottetto Nigra sum
  - Organico: tenore, basso continuo

- IV. Salmo Laudate pueri
  - Organico: 2 soprani, 2 contralti, 2 tenori, 2 bassi, organo

- V. Mottetto Pulchra es amica mea
  - Organico: 2 soprani, basso continuo

- VI. Salmo Laetatus sum
  - Organico: 2 soprani, contralto, 2 tenori, basso continuo

- VII. Mottetto Duo Seraphim clamabant
  - Organico: 3 tenori, basso continuo

- VIII. Salmo Nisi Dominus
  - Organico: 2 cori misti, basso continuo

- IX. Mottetto Audi, coelum verba mea
  - Organico: 2 soprani, contralto, 2 tenori, basso, basso continuo

- X. Salmo Lauda, Jerusalem dominum
  - Organico: 2 soprani, 2 contralti, tenore, 2 bassi, basso continuo

- XI. Sonata sopra Sancta Maria ora pro nobis
  - Organico: soprano, 2 cornetti, 3 tromboni, 2 violini, 2 viole, basso continuo

- XII. Inno Ave maris stella

1. Ave maris stella
2. Sumens illud ave
3. Solve vincla reis
4. Monstra te esse matrem
5. Virgo singularis
6. Vitam praesta puram
7. Sit laus deo patri
  - Organico: 2 cori misti, basso continuo

- XIII. Magnificat I a sette voci e sei strumenti

1. Cantico
2. Magnificat
3. Anima mea
4. Et exultavit
5. Quia respexit
6. Quia fecit mihi magna
7. Et misericordia eius
8. Fecit potentiam
9. Deposuit potentes de sede
10. Esurientes implevit bonis
11. Suscepit Israel puerum suum
12. Sicut locutus est
13. Gloria patri et filio
14. Sicut erat in principio
  - Organico: 2 soprani, contralto, 2 tenori, 2 bassi, 3 cornetti 2 violini, viola, basso continuo

## Posizione dei mottetti
La posizione dei mottetti (chiamati nella prima edizione concerti) Nigra Sum, Pulchra es, Duo Seraphim e Audi Coelum è discussa. La dicitura che compare sul frontespizio della prima edizione (Sanctissimae Virgini / missa senis vocibus / ac vesperae pluribus decantandae / cum nonnullis sacris concentibus, cioè Per la Santissima Vergine, / Messa a sei voci / e vespri da cantarsi a più [voci] / con alcuni concerti sacri) suggerisce che i concerti, vale a dire i mottetti, siano da intendersi come pezzi separati. D'altra parte, la posizione che occupano nella pubblicazione, inseriti in mezzo i salmi, può far pensare che essi siano da considerare parte del Vespro, quantunque naturalmente potessero essere eseguiti a parte in altre occasioni, come ad esempio presso la Corte dei Gonzaga a Mantova, dove Monteverdi prestava servizio. È altresì discusso se questi mottetti possano sostituire nella liturgia le antifone, dato che né l'Ufficio della Beata Vergine tratto dal Breviario né altri Uffici del medesimo prevedono assolutamente l'inserimento di testi di altro genere fra le antifone o in qualunque altra parte dell'Ordinarium. Per un eventuale uso liturgico, dunque, si dovrebbero espungere dal Vespro ed eseguire rigorosamente a parte.

## Ascolti
- Deus in adiutorium

- Laudate pueri

Registrazione live dell'ensemble Cantica Symphonia (dir. Giuseppe Maletto), effettuata a Torino il 3 ottobre 2000.

## Media
- Lauda Jerusalem dal Vespro della Beata Vergine
- Monteverdi Vespers diretto da Gareth Bevan

## Discografia
- Andrew Parrott dirige il Taverner Consort, Choir & Players. Virgin Classics - 5616622 (1984)
- Jordi Savall dirige La Capella Reial de Catalunya, Coro del Centro di Musica Antica Padova. Astree E 8719 (1989)
- John Eliot Gardiner dirige English Baroque Soloists, His Majesties Sagbutts and Cornetts, Monteverdi Choir, London Oratory Junior Choir, Ann Monoyios, Marinella Pennicchi, Michael Chance, Nigel Robson, Mark Tucker, Sandro Naglia, Bryn Terfel, Alastair Miles. Polygram Records/Archiv Produktion CD/DVD - #429565 (1989)
- Stephen Stubbs dirige Tragicomedia e Concerto Palatino; Suzie LeBlanc, Barbara Borden, Alexander Schneider, Rodrigo del Pozo, Julian Podger, John Potter, Bertrand Chuberre, Jelle Draijer, Stephan MacLeod; Solisti vocali sono anche Choro; Leo van Doeselaar Organo: Van Hagerbeer Organo (1643); chiesa San Pietro, Leiden, Hollanda.  ATMA classique - ACD2 2304/05 (2003)
- René Jacobs dirige Concerto Vocale, Nederlands Kamerkoor, María Cristina Kiehr, Barbara Borden, Andreas Scholl, John Bowen, Andrew Murgatroyd, Víctor Torres, Antonio Abete, Jelle Draijer. Harmonia mundi France - 901566.67 (1996).
- Gabriel Garrido dirige Ensemble Elyma, Coro Madrigalia, Les Sacqueboutiers de Toulouse. K617 (1999)
- Konrad Junghänel dirige Cantus Cölln. Harmonia mundi France HMC 801813.14
- Philip Ledger dirige King's College Choir, Early Music Consort of London.  ANGEL SB-3837
- Hans-Christoph Rademann dirige Ensemble Alte Musik Dresden, Bläser Collegium Leipzig, Dresdner Kammerchor, Nele Gramß, Johanna Koslowski, Markus Brutscher, Wilfried Jochens, Martin Krumbiegel, Egbert Junghanns, Stephan Schreckenberger. RAUMKLANG RK 9605 (live recording).
- Paul McCreesh dirige Gabrieli Consort & Players, Charles Daniels, Joseph Cornwell, Peter Harvey, Susan Hemington Jones CD 477 6147
- Robert King dirige The King's Consort, The Choir of the King's Consort; Carolyn Sampson, Rebecca Outram (Soprano); Daniel Auchincloss, Nicholas Mulroy (Countertenor); Charles Daniels, James Gilchrist (Tenor); Peter Harvey, Robert Evans, Robert MacDonald (Bass); Hyperion CDA67531/2
- Choeur des XVI, dirige André Ducret, Sonatori della Gioisa Marca (Treviso) Theatrum instrumentorum (Milano) Magali Dami, soprano Natacha Ducret, soprano Rufus Müller, ténor Paolo Vignoli, ténor Jean-Baptiste Dumora, baryton Daniele Carnovich, basse
- Il Vespro della Beata Vergine, CBS, soprano: Nella Anfuso
- Michel Corboz dirige l'Ensemble Vocal & Instrumental de Lausanne. Erato 0630-12981-2 ADD DDD (1965)
- Vespro della Beata Vergine - Pickett/Bott/Robson/King, 1989 Decca
- Vespro Della Beata Vergine - Concerto Italiano/Rinaldo Alessandrini/Pietro Spagnoli/Sara Mingardo/Roberta Invernizzi, 2004 Naïve
- Vespro della Beata Vergine (1610), Ensemble San Felice direttore Federico Bardazzi, Brilliant Classics 2016